# آری اولافسون
آری اولافسون (به انگلیسی: Ari Ólafsson) (زاده ۲۱ می ۱۹۹۸) خواننده ایسلندی است.
او نماینده ایسلند در یوروویژن ۲۰۱۸ بود.